# Girolamo Palermo (mafioso)
Girolamo Palermo, detto Jimmy (Elizabeth, 16 maggio 1938 – Elizabeth, 6 febbraio 2014), è stato un mafioso statunitense, noto per essere stato a lungo il sottocapo della famiglia DeCavalcante, attiva a Elizabeth, nel New Jersey. Ricoprì questo ruolo sotto la guida del boss incarcerato Giovanni Riggi.

## Carriera criminale

### Alphonso "Zeeny" Colicchio
Il 13 settembre 1960, Girolamo "Jimmy" Palermo avrebbe ucciso Alphonso "Zeeny" Colicchio, proprietario di un bar e grill a Elizabeth, nel New Jersey. Colicchio si era mostrato irrispettoso nei confronti del boss della famiglia DeCavalcante, Nicholas Delmore. Su ordine di Delmore, Palermo e altri affiliati del clan fecero irruzione nel locale e iniziarono a picchiare Colicchio. Quando quest'ultimo reagì, Palermo lo uccise con un colpo di pistola. L’omicidio fu tenuto segreto per proteggere Giovanni Riggi, membro della stessa organizzazione e cognato della vittima.

### Da soldato a sottocapo
Alla fine degli anni Settanta, Palermo divenne un uomo d’onore (made man), ovvero un membro a pieno titolo della famiglia DeCavalcante. Dopo il ritiro del boss storico Simone "Sam the Plumber" DeCavalcante, Giovanni Riggi assunse la guida dell’organizzazione e nominò Palermo suo sottocapo.

### Racket ed estorsione
Nel 1989, Giovanni Riggi, Girolamo Palermo e altri affiliati furono processati con l'accusa di racket ed estorsione. Secondo l'accusa, avevano sfruttato illegalmente la sezione locale 394 dell’International Association of Laborers and Hod Carriers per ottenere, con metodi coercitivi, posti di lavoro, beni e servizi dal settore edile del New Jersey. Riggi avrebbe inoltre usato la sua influenza per far assumere appaltatori e operai non appartenenti al sindacato in diversi cantieri sparsi per lo stato, permettendo così alla famiglia DeCavalcante di sottrarre fondi ai programmi sindacali di assistenza e pensione. Nel 1990, Riggi fu condannato a 15 anni di carcere, mentre Palermo fu assolto dalle accuse di racket.

## Il comitato direttivo
Negli anni ’90, la morte per cancro allo stomaco del boss ad interim Gioacchino "Jake" Amari generò un vuoto di potere all’interno della famiglia criminale DeCavalcante, scatenando una lotta interna tra diversi membri intenzionati a riorganizzare i vertici. Tuttavia, Girolamo Palermo e il consigliere Stefano "Steve the Truck Driver" Vitabile rimasero fedeli al boss detenuto Giovanni Riggi e decisero di istituire un Comitato Direttivo, composto da tre capi (caporegime) incaricati di gestire le attività quotidiane della famiglia. Ne fecero parte Vincent "Vinny Ocean" Palermo (senza legami di parentela con Jimmy), Charles "Big Ears" Majuri e lo stesso Jimmy Palermo, che nel frattempo era stato retrocesso al rango di caporegime. Il comitato fungeva da amministrazione collegiale, una sorta di direzione "di strada" durante quel decennio.

## Arresto e condanna
Dopo il 2000, con Vincent Palermo divenuto collaboratore di giustizia e il crescente pressing delle forze dell’ordine sull’intera organizzazione, il boss detenuto Giovanni Riggi affidò la guida operativa della famiglia a Girolamo Palermo, insieme a Stefano Vitabile e Giuseppe Schifilliti. Tuttavia, il ruolo di primo piano di Palermo finì per ritorcerglisi contro: fu incriminato per racket sindacale, estorsione e cospirazione. Nel 2004 fu posto agli arresti domiciliari.

## Morte
Jimmy Palermo morì per cause naturali il 6 febbraio 2014 a Elizabeth, nel New Jersey, all’età di 75 anni.